# Achim Bellmann
Achim Bellmann (27 de julio de 1957) es un deportista alemán que compitió para la RFA en esgrima y pentatlón moderno. Ganó una medalla de oro en el Campeonato Mundial de Esgrima de 1985 en la prueba de espada por equipos.

## Palmarés internacional
| Campeonato Mundial | Campeonato Mundial | Campeonato Mundial | Campeonato Mundial |
| Año                | Lugar              | Medalla            | Prueba             |
| ------------------ | ------------------ | ------------------ | ------------------ |
| 1985               | Barcelona (España) | Medalla de oro     | Espada por equipos |